# Spannarps distrikt
Spannarps distrikt är ett distrikt i Varbergs kommun och Hallands län. 
Distriktet ligger vid sydost om Varberg. 

## Tidigare administrativ tillhörighet
Distriktet inrättades 2016 och utgörs av socknen Spannarp i Varbergs kommun.
Området motsvarar den omfattning Spannarps församling hade vid årsskiftet 1999/2000.